# 37기 하이원리조트배 명인전
37기 하이원리조트배 명인전은 2009년 열린 명인전으로 상금규모로는 대한민국 최대기전이다. 각 6명으로 구성된 2개조가 본선 리그를 진행해서 각조 1,2위가 결선 토너먼트를 가진다. 준결승은 3번기, 결승은 5번기로 진행된다. 덤은 6집반이고, 제한시간은 각자 2시간에 60초 초읽기 3회이다.

## 대회개요
- 주최 : 바둑TV
- 기전규모 : 7억5천만원
- 우승상금 : 1억원
- 제한시간 : 각자 2시간, 60초 초읽기 3회
- 덤 : 6집반
- 진행방식 : 6명으로 구성된 본선리그 2개조, 각조 상위 1,2위가 준결승, 결승전으로 우승자 가림

## 대회 일정
| 구분         | 일정                                |
| ------------ | ----------------------------------- |
| 본선 리그    | 2009년 7월 14일 - 2009년 10월 27일  |
| 준결승 3번기 | 2009년 11월 10일 - 2009년 11월 23일 |
| 결승 5번기   | 2009년 12월 1일 -                   |

## 본선 리그
본선리그는 6명 2개 조로 구성되는데, 풀리그를 통해 1위,2위가 준결승전에 진출한다.

### 본선 A조
| 순번 | 기사명   | 강동윤 | 김지석 | 홍성지 | 김승재 | 서건우 | 안성준 | 성적   | 순위 |
| 1    | 강 동 윤 | -      | 승     | 패     | 패     | 패     | 승     | 2승3패 |      |
| 2    | 김 지 석 | 패     | -      | 패     | 승     | 패     | 패     | 1승4패 |      |
| 3    | 홍 성 지 | 승     | 승     | -      | 패     | 승     | 패     | 3승2패 | 2위  |
| 4    | 김 승 재 | 승     | 패     | 승     | -      | 승     | 승     | 4승1패 | 1위  |
| 5    | 서 건 우 | 승     | 승     | 패     | 패     | -      | 승     | 3승2패 |      |
| 6    | 안 성 준 | 패     | 승     | 승     | 패     | 패     | -      | 2승3패 |      |

| 7월14일 | 강 동 윤 | 흑불계승 277수 | 김 승 재 | 덤:6집반 제한시간:각 2시간 60초3회 |

| 7월21일 | 홍 성 지 | 백불계승 200수 | 김 지 석 | 덤:6집반 제한시간:각 2시간 60초3회 |

| 7월28일 | 안 성 준 | 흑불계승 159수 | 서 건 우 | 덤:6집반 제한시간:각 2시간 60초3회 |

| 8월18일 | 안 성 준 | 흑2.5집승 276수 | 김 승 재 | 덤:6집반 제한시간:각 2시간 60초3회 |

| 8월11일 | 김 지 석 | 흑불계승 173수 | 서 건 우 | 덤:6집반 제한시간:각 2시간 60초3회 |

| 8월27일 | 강 동 윤 | 흑불계승 193수 | 홍 성 지 | 덤:6집반 제한시간:각 2시간 60초3회 |

| 9월3일 | 김 승 재 | 백불계승 154수 | 서 건 우 | 덤:6집반 제한시간:각 2시간 60초3회 |

| 9월8일 | 김 지 석 | 흑불계승 235수 | 안 성 준 | 덤:6집반 제한시간:각 2시간 60초3회 |

| 9월17일 | 서 건 우 | 백불계승 222수 | 강 동 윤 | 덤:6집반 제한시간:각 2시간 60초3회 |

| 9월22일 | 김 승 재 | 백불계승 146수 | 홍 성 지 | 덤:6집반 제한시간:각 2시간 60초3회 |

| 10일1일 | 강 동 윤 | 백불계승 150수 | 김 지 석 | 덤:6집반 제한시간:각 2시간 60초3회 |

| 10월8일 | 홍 성 지 | 흑2.5집승 283수 | 안 성 준 | 덤:6집반 제한시간:각 2시간 60초3회 |

| 10월15일 | 홍 성 지 | 백불계승 174수 | 서 건 우 | 덤:6집반 제한시간:각 2시간 60초3회 |

| 10월22일 | 안 성 준 | 흑불계승 165수 | 강 동 윤 | 덤:6집반 제한시간:각 2시간 60초3회 |

| 10월27일 | 김 지 석 | 백불계승 134수 | 김 승 재 | 덤:6집반 제한시간:각 2시간 60초3회 |

| 11월3일 동률 재대국 | 서 건 우 | 흑불계승 141수 | 홍 성 지 | 덤:6집반 제한시간:각 2시간 60초3회 |

### 본선 B조
| 순번 | 기사명   | 원성진 | 이창호 | 한상훈 | 최명훈 | 윤성현 | 안형준 | 성적   | 순위 |
| 1    | 원 성 진 | -      | 패     | 승     | 승     | 승     | 승     | 4승1패 | 2위  |
| 2    | 이 창 호 | 승     | -      | 승     | 승     | 패     | 승     | 4승1패 | 1위  |
| 3    | 한 상 훈 | 패     | 패     | -      | 패     | 승     | 승     | 2승3패 |      |
| 4    | 최 명 훈 | 패     | 패     | 승     | -      | 승     | 패     | 2승3패 |      |
| 5    | 윤 성 현 | 패     | 승     | 패     | 패     | -      | 패     | 1승4패 |      |
| 6    | 안 형 준 | 패     | 패     | 패     | 승     | 승     | -      | 2승3패 |      |

| 7월16일 | 한 상 훈 | 백불계승 182수 | 윤 성 현 | 덤:6집반 제한시간:각 2시간 60초3회 |

| 7월23일 | 최 명 훈 | 흑불계승 231수 | 이 창 호 | 덤:6집반 제한시간:각 2시간 60초3회 |

| 7월30일 | 안 형 준 | 흑불계승 159수 | 원 성 진 | 덤:6집반 제한시간:각 2시간 60초3회 |

| 8월13일 | 한 상 훈 | 백불계승 178수 | 안 형 준 | 덤:6집반 제한시간:각 2시간 60초3회 |

| 8월20일 | 원 성 진 | 백불계승 222수 | 윤 성 현 | 덤:6집반 제한시간:각 2시간 60초3회 |

| 8월25일 | 이 창 호 | 백불계승 206수 | 안 형 준 | 덤:6집반 제한시간:각 2시간 60초3회 |

| 9월1일 | 한 상 훈 | 흑불계승 203수 | 최 명 훈 | 덤:6집반 제한시간:각 2시간 60초3회 |

| 9월10일 | 안 형 준 | 백불계승 230수 | 윤 성 현 | 덤:6집반 제한시간:각 2시간 60초3회 |

| 9월15일 | 원 성 진 | 백불계승 212수 | 한 상 훈 | 덤:6집반 제한시간:각 2시간 60초3회 |

| 9월24일 | 윤 성 현 | 백0.5집승 275수 | 이 창 호 | 덤:6집반 제한시간:각 2시간 60초3회 |

| 9월29일 | 최 명 훈 | 흑불계승 195수 | 원 성 진 | 덤:6집반 제한시간:각 2시간 60초3회 |

| 10월6일 | 이 창 호 | 백11.5집승 352수 | 한 상 훈 | 덤:6집반 제한시간:각 2시간 60초3회 |

| 10월13일 | 최 명 훈 | 흑1.5집승 243수 | 안 형 준 | 덤:6집반 제한시간:각 2시간 60초3회 |

| 10월20일 | 윤 성 현 | 흑불계승 151수 | 최 명 훈 | 덤:6집반 제한시간:각 2시간 60초3회 |

| 10월25일 | 원 성 진 | 흑5.5집승 307수 | 이 창 호 | 덤:6집반 제한시간:각 2시간 60초3회 |

## 결선 토너먼트
본선 각조 1위,2위 4명이 결선 토너먼트를 진행한다. 준결승은 3번기, 결승은 5번기
|  | 준결승전     | 준결승전 |             |   | 결승전 | 결승전 |
|  |              |          |             |   |        |        |
|  | 11월 16-23일 |          |             |   |        |        |
|  |              |          |             |   |        |        |
|  | 김 승 재     | 0        |             |   |        |        |
|  | 김 승 재     | 0        | 12월 1-10일 |   |        |        |
|  | 이 창 호     | 2        |             |   |        |        |
|  | 이 창 호     | 2        | 이 창 호    | 3 |        |        |
|  | 11월 10-13일 |          | 이 창 호    | 3 |        |        |
|  |              | 원 성 진 | 1           |   |        |        |
|  | 원 성 진     | 원 성 진 | 1           | 2 |        |        |
|  | 원 성 진     |          |             | 2 |        |        |
|  | 홍 성 지     | 1        |             |   |        |        |
|  | 홍 성 지     | 1        |             |   |        |        |

### 4강전 경기 결과
| 11월10일 | 원 성 진 | 흑불계승 199수 | 홍 성 지 | 덤:6집반 제한시간:각 2시간 60초3회 |

| 11월12일 | 홍 성 지 | 흑3.5집승 282수 | 원 성 진 | 덤:6집반 제한시간:각 2시간 60초3회 |

| 11월13일 | 원 성 진 | 백1.5집승 294수 | 홍 성 지 | 덤:6집반 제한시간:각 2시간 60초3회 |

| 11월16일 | 김 승 재 | 흑1.5집승 305수 | 이 창 호 | 덤:6집반 제한시간:각 2시간 60초3회 |

| 11월18일 | 이 창 호 | 백3.5집승 267수 | 김 승 재 | 덤:6집반 제한시간:각 2시간 60초3회 |

### 결승 5번기 결기 결과
| 12월 1일 한국기원 | 이 창 호 | 백불계승 196수 | 원 성 진 | 덤:6집반 제한시간:각 2시간 60초3회 |

| 12월 3일 한국기원 | 원 성 진 | 백1.5집승 280수 | 이 창 호 | 덤:6집반 제한시간:각 2시간 60초3회 |

| 12월 8일 한국기원 | 이 창 호 | 백3.5집승 329수 | 원 성 진 | 덤:6집반 제한시간:각 2시간 60초3회 |

| 12월10일 한국기원 | 원 성 진 | 흑0.5집승 265수 | 이 창 호 | 덤:6집반 제한시간:각 2시간 60초3회 |